# Бурцев, Кирилл Максимович
Кирилл Максимовичя Бурцев (1900—1944) — красноармеец Рабоче-крестьянской Красной Армии, участник Великой Отечественной войны, Герой Советского Союза (1945).

## Биография
Кирилл Бурцев родился в 1900 году в селе Коронино (ныне — Золотухинский район Курской области). Получил начальное образование, работал в колхозе. В 1918—1919 годах проходил службу в Рабоче-крестьянской Красной Армии. В 1943 году был повторно призван в армию. С того же года — на фронтах Великой Отечественной войны, был подносчиком снарядов 493-го истребительно-противотанкового артиллерийского полка 13-й армии 1-го Украинского фронта. Отличился во время освобождения Польши.
17 августа 1944 года в ходе боя на плацдарме на западном берегу Вислы в районе села Лопата в 16 километрах к северо-западу от Сандомира Бурцев получил боевую задачу заменить погибшего пулемётчика и выдвинуться с пулемётом вперёд, прикрыв пулемётным огнём подступы к огневой позиции батареи. Сумел отразить несколько атак немецких пехотинцев, был ранен, но поля боя не покинул. Когда его пулемёт вышел из строя, Бурцев продолжал вести огонь из автомата, а затем сражался врукопашную. Погиб в этом бою.
Похоронен на западном берегу Вислы в районе села Лопата.
Указом Президиума Верховного Совета СССР от 21 февраля 1945 года красноармеец Кирилл Бурцев посмертно был удостоен высокого звания Героя Советского Союза. Также был награждён орденом Ленина и медалью.